# Giuseppe Plazzi
Giuseppe Plazzi (Ravenna, 20 luglio 1959) è un neurologo e velista italiano.
Dal 1999 ricopre il ruolo di Responsabile dei Laboratori per lo Studio e la Cura dei Disturbi del Sonno del Dipartimento di Scienze Biomediche e Neuromotorie dell'Università di Bologna.
La sua attività di ricerca è stata incentrata per decenni sullo studio dei disturbi del sonno, in particolare della narcolessia.

## Attività scientifica
Si è laureato nel 1988 presso l'Università di Bologna in Medicina e Chirurgia con relatore il Professor Carlo Alberto Tassinari ottenendo l'abilitazione nel 1989. Dallo stesso anno è iscritto all'Ordine dei Medici di Ravenna.
Nel 1989 entra a far parte del team del prof. Elio Lugaresi, uno dei padri fondatori della medicina del sonno in Italia, presso la Clinica Neurologica dell'Università di Bologna, il quale si occupava di neurologia e dei disturbi del sonno. Ha ottenuto la specializzazione in neurologia nel 1991.
Successivamente, nel 1999 inizia il suo percorso come ricercatore universitario ed ottiene la certificazione come "Esperto dei Disturbi del Sonno" da parte dell'Associazione Italiana di Medicina del Sonno (AIMS).
Da allora è diventato responsabile dei laboratori per lo Studio e la Cura dei Disturbi del Sonno del Dipartimento di Scienze Biomediche e Neuromotorie dell'Università di Bologna.
È certificatore di Malattia Rara per la Regione Emilia Romagna per pazienti affetti da narcolessia (con e senza cataplessia) ed ha certificato oltre 350 casi.
Ha pubblicato oltre 300 contributi scientifici, capitoli di libri ed il libro The Parasomnias and Other Sleep-Related Movement Disorders.
Organizza e partecipa a workshop, riunioni, congressi nazionali ed internazionali come relatore, moderatore o contribuendo anche con semplici letture su invito.
Attualmente il dipartimento di cui è a capo è il primo in ambito europeo e terzo in ambito mondiale (dietro a Stanford e Harvard) per le pubblicazioni sulla Narcolessia
Dal 2018 è Presidente AIMS - Associazione Italiana di Medicina del Sonno e Vicepresidentedell'European Narcolepsy Network (EU-NN).
È attualmente responsabile del comitato scientifico dell'AIN - Associazione Italiana Narcolettici e Ipersonni onlus
Ha scritto il saggio divulgativo I tre fratelli che non dormivano mai e altre storie di disturbi del sonno (2019), in cui partendo da casi clinici spiega vari aspetti della fisiologia del sonno e racconta come la scienza è giunta a capirli.

## Attività sportiva
Nel 1977 iniziò a praticare lo sport della vela, attività che, nell'arco di qualche anno, divenne una passione agonistica e una professione.
È stato vincitore di cinque titoli italiani, tre campionati del mondo, una Admiral's Cup. Ha partecipato alla Coppa America nel 1987.
 Campionato Mondiale 12m Stazza Internazionale Vela 1984
 Campionato Mondiale Maxi Yacht Rolex Cup Vela 1986
 Campionato Mondiale Maxi Yacht Rolex Cup Vela 1988
 Campionato Mondiale Maxi Yacht Rolex Cup Vela 1989
 Medaglia d'Oro al Valore Atletico (n° 913) del Comitato Olimpico Italiano (CONI)  1985

## Opere
I tre fratelli che non dormivano mai e altre storie di disturbi del sonno, Il Saggiatore, 2019.